# Bartolomeo Mutis
Bartolomeo Mutis, comte de Cesana, fou un compositor italià que va viure a finals del segle XVI. Fou autor de motets, alguns dels quals van ser inserits en el Parnassus musicus Ferdinandaens, de Pergamenó (1615).